# Мендель, Феликс
Фе́ликс Ме́ндель (нем. Felix Mendel; 2 марта 1862, Эссен — 19 декабря 1925) — немецкий врач.

## Биография
Родился в Эссене. Проводил свои исследования в Бонне, Фрайбурге, Берлине и Марбурге. Он получил докторскую степень в Лейпциге в 1884 году, а в следующем году поселился в качестве врача общей практики в Эссене. Особенно запомнился тем, что в 1908 году первым описал туберкулиновую реакцию, которая была ошибочно названа реакцией Манту.
Феликс Мендель умер в 1925 году во время путешествия.